# 國際陰陽人組織中文版
國際陰陽人組織中文版是雙性人的倡导和支持小组，也是国际阴阳人组织的中文分支机构。該組織是由丘愛芝于2008年创立，活跃于台湾，香港和东亚其他地区。

## 任务与活动
该组织的目标是结束雙性人儿童的「正常化」手术，提高对雙性人问题的认识，并提高政府对性别的认识。丘愛芝表示，外科手术「正常化」做法始于1953年的台湾。作为这项任务的一部分，丘愛芝于2010年在台北的LGBT骄傲游行中发起了「全球擁抱陰陽人」运动。该组织还發起演讲和游说政府。

## 隶属关系
國際陰陽人組織中文版隸屬於國際陰陽人組織，並也是國際LGBTI聯合會的成員。2015年，丘愛芝代表亞洲入选國際LGBTI聯合會的董事会。